# Ignasi Villamayor
Ignasi Villamayor Rozados (Andorra la Vella, 29 juli 1972) is een Andorrees voormalig voetbalscheidsrechter. Hij was in dienst van FIFA en UEFA tussen 2008 en 2016. Ook leidde hij wedstrijden in de Primera Divisió.
Op 8 juli 2010 maakte Villamayor zijn debuut in Europees verband tijdens een wedstrijd tussen SC Faetano en FC Zestafoni in de voorrondes van de UEFA Europa League; het eindigde in 0–0 en de Andorrese leidsman trok viermaal een gele kaart. Zijn eerste interland floot hij op 11 oktober 2013, toen Moldavië met 3–0 won van San Marino. Tijdens deze wedstrijd toonde Villamayor aan zes spelers een gele kaart.

## Interlands
| Datum           | Plaats             | Wedstrijd             | Uitslag | Competitie           | Kreeg geel | Kreeg voor de tweede keer geel en dus rood | Weggestuurd |
| --------------- | ------------------ | --------------------- | ------- | -------------------- | ---------- | ------------------------------------------ | ----------- |
| 11 oktober 2013 | Chisinau, Moldavië | Moldavië – San Marino | 3 – 0   | WK 2014 kwalificatie | 2          | 0                                          | 0           |